# Tadmur District
Tadmur (arabiska: منطقة تدمر), eller Palmyra, är ett distrikt i Syrien.   Det ligger i provinsen Homs, i den centrala delen av landet, 240 kilometer öster om huvudstaden Damaskus.
Trakten runt Tadmur District är ofruktbar med lite eller ingen växtlighet. Runt Tadmur District är det glesbefolkat, med 14 invånare per kvadratkilometer.